# 单斑钝䱵
单斑钝䱵（学名：Amblycirrhitus unimacula），是䱵科钝䱵属一种，分布于太平洋海域。本种由日本学者蒲原稔治于1957年描述发表。模式产地为日本琉球群岛奄美市。种加词源自本种的体侧侧线上方具有一枚大如眼睛的黑斑，部分位于背鳍软条后半部分。

## 形态特征
最大体长8.5厘米。身体呈长椭圆形，侧扁。